# Commelina latifolia
Commelina latifolia är en himmelsblomsväxtart som beskrevs av Ferdinand von Hochstetter och Achille Richard. Commelina latifolia ingår i släktet himmelsblommor, och familjen himmelsblomsväxter. Inga underarter finns listade.